# عصام نور الدين
عصام نور الدين (1947 - 15 كانون الأول/ديسمبر 2023) باحث ولغوي وأكاديمي لبناني. له عشرات المؤلفات والدراسات في الأدب واللغة.

## سيرة
ولد عصام عبد الحسين نور الدين في بلدة خربة سلم (جنوب لبنان - قضاء بنت جبيل) في 5 آب (أغسطس) 1947. حائز شهادة دكتوراه في اللغة العربية وآدابها في الجامعة اليسوعية (بيروت) في العام 1981، وحاز دكتوراه ثانية في الجامعة نفسها في العام 1987. عمل أستاذًا في كلية الآداب والعلوم الإنسانية في الجامعة اللبنانية منذ العام 1978 لحين تقاعده. وكان قد حاز رتبة الأستاذية في العام 1994.
كتب نور الدين في الأدب واللغة، وله مقالات في الشأنين الاجتماعي والسياسي. وقد قُدمت في مؤلفاته غير دراسة أكاديمية.

## أعماله
لنور الدين عشرات المؤلفات والدراسات في اللغة والأدب، منها:

### في اللغة
- الفعل والزمن
- مقابلات لغوية
- أساسيات النحو: دروس في التطبيق النحوي: الاعراب والبناء
- محاضرات في فقه اللغة
- مصطلح التذكير والتأنيث ؛ المذكر والمؤنث الحقيقيان
- المصطلح الصرفي مميزات التذكير والتأنيث
- أبنية الفعل في شافية ابن الحاجب دراسات لسانية ولغوية
- مصطلح المحايد؛ المذكر والمؤنث المجازيان
- أبنية الفعل في شافية ابن الحاجب دراسات لسانية ولغوية
- الفعل في نحو ابن هشام
- علم وظائف الأصوات اللغوية: الفونولجيا
- علم الأصوات اللغوية: الفونيتيكا
- تاريخ اللغة العربية لجرجي زيدان (تقديم)
- تاريخ النحو العربي - المدخل، النشأة، والتأسيس

### في المعاجم
- معجم نور الدين الوسيط [عربي/عربي]

### في السيرة
- ابن هشام الأنصاري؛ حياته ومنهجه النحوي
- حياة زكي نجيب الأرسوزي وآرؤه في السياسة واللغة

## وفاته
فارق الدكتور عصام نور الدين الحياة يوم الجمعة 15 كانون الأول/ديسمبر 2023 في فرنسا، ودفن في قريته في جنوب لبنان. وقد نعته عائلته على صفحته الخاصة على الفايسبوك، ومما جاء فيها:
"رحل العالم اللغوي الكبير، الأب والزوج والأخ والجد، كما الصديق والحبيب والرفيق الدكتور عصام نورالدين (عصام عبدالحسين نورالدين) الذي أضاء حياتنا بعطاءاته الفذة في ميدان اللغويات، كما السياسة. رحل تاركًا وراءه إرثًا ثريًا من المعرفة والإلهام. إن فقدانه لخسارة كبيرة ولكن ذكراه ستظل حية في قلوبنا. زوجته: خديجة أبو ظهر. أولاده: تمام، وائل وعَدي…".
كما نعاها اتحاد الكتاب اللبنانيين، والجامعة اللبنانية وعدد من رفاق الدرب.